# Sideshow Symphonies
Sideshow Symphonies četvrti je studijski album Arcturusa, norveškog sastava avangardnog metala. Diskografska kuća Season of Mist objavila ga je 19. rujna 2005.

## O albumu
Sideshow Symphonies prvi je album skupine s gitaristom Toreom Morenom i prvi na kojem se pjevač Simen Hestnæs pojavljuje kao član skupine. Također je prvi album sastava koji objavila diskografska kuća Season of Mist. Na tom uratku skupina se posvetila novom stilu koji karakterizira hladna, "maglovita" estetika, tihe gitare, istaknutiji vokali i manjak sintisajzera. Na omotu albuma prikazana je izmijenjena inačica ilustracije na Pioneeru 10, što je vjerojatno aluzija na pjesmu "Shipwrecked Frontier Pioneer".

## Popis pjesama
Tekstovi: Simen Hestnæs, glazba: Steinar Sverd.
| 1.    | »Hibernation Sickness Complete« | 5:02 |
| 2.    | »Shipwrecked Frontier Pioneer«  | 8:32 |
| 3.    | »Deamonpainter«                 | 5:33 |
| 4.    | »Nocturnal Vision Revisited«    | 5:16 |
| 5.    | »Evacuation Code Deciphered«    | 6:16 |
| 6.    | »Moonshine Delirium«            | 7:10 |
| 7.    | »White Noise Monster«           | 3:55 |
| 8.    | »Reflections« (instrumental)    | 3:40 |
| 9.    | »Hufsa«                         | 5:07 |
| 50:31 |                                 |      |

## Zasluge
| Arcturus - Simen Hestnæs – vokal - Knut Valle – gitara, inženjer zvuka - Tore Moren – gitara, inženjer zvuka, mastering - Steinar Sverd – klavijature - Hugh Mingay – bas-gitara - Von Blomberg – bubnjevi | Dodatni glazbenici - Silje Wergeland – vokal (na pjesmama "Shipwrecked Frontier Pioneer" i "Evacuation Code Deciphered") Ostalo osoblje - Morten Lund – mastering - Trine Paulsen – dizajn, fotografije - Kim Sølve – dizajn, fotografije - Børge Finstad – miks |